# 1991-es Australian Open
Az 1991-es Australian Open az év első Grand Slam-tornája, az Australian Open 79. kiadása volt. január 14. és január 27. között rendezték meg Melbourne-ben. A férfiaknál a német Boris Becker, nőknél a jugoszláv Szeles Mónika nyert.

## Döntők

### Férfi egyes
Boris Becker -  Ivan Lendl, 1-6, 6-4, 6-4, 6-4

### Női egyes
Szeles Mónika -  Jana Novotná, 5-7, 6-3, 6-1

### Férfi páros
Scott Davis /  David Pate -  Patrick McEnroe /  David Wheaton, 6-7, 7-6, 6-3, 7-5

### Női páros
Patty Fendick /  Mary Joe Fernández -  Gigi Fernández /  Jana Novotná, 7-6, 6-1

### Vegyes páros
Jeremy Bates /  Jo Durie -  Scott Davis /  Robin White, 2-6, 6-4, 6-4

## Juniorok

### Fiú egyéni
Thomas Enqvist –  Stephen Gleeson 7–6, 6–7, 6–1

### Lány egyéni
Nicole Pratt –  Kristin Godridge 6–4, 6–3

### Fiú páros
Grant Doyle /  Joshua Eagle –  Jamie Holmes /  Paul Kilderry 7–6, 6–4

### Lány páros
Karina Habšudová /  Barbara Rittner –  Joanne Limmer /  Angie Woolcock 6–2, 6–0